# Omphalotropis costulata
Omphalotropis costulata é uma espécie de gastrópode da família Assimineidae.
É endémica de Madagáscar.
Os seus habitats naturais são: florestas secas tropicais ou subtropicais .
Está ameaçada por perda de habitat.